# Gcin
gcin 是一個中文輸入法平台，用於类Unix，Windows(gcin for windows （页面存档备份，存于）)和Android(gcin for android （页面存档备份，存于））)等作業系統，是目前台灣最常用的輸入法平台之一。

## 簡史
gcin作者為Edward Liu，是原xcin的開發者之一，gcin開發的目標是取代舊有的xcin，讓繁體中文的GNU/Linux使用者在使用中文輸入法時能有更多的選擇。
目前gcin仍在持續開發中，可從gcin更動紀錄 （页面存档备份，存于）查詢各版本所新增功能或細節。
2011年12月13日，由於意見上的分歧，部分原gcin社群成員決定獨立，自行開發分支版本－HIME。

## 特點
- 支援『自動選字』（詞音輸入法及其他拆字型輸入法，如：倉頡、大易、行列、嘸蝦米...等亦可）。
- 提供中文預選詞(或稱「聯想詞」)與 英文預選字/詞 （页面存档备份，存于）。
- 提供螢幕小鍵盤，可控制所有X Window的程式。
- 可同步發音 (需安裝發音檔)ogg.tgz。
- 支援『*』和『?』這種模糊字根查詢。
- 介面簡潔。
- 支援類似【Shift】+【Alt】+【G】  =  【』】這種符號快捷鍵的輸入方式，符合倚天中文的輸入習慣。
- 支援相關字詞查詢（詞音輸入法）。
- 完整支援Unicode。
- 人性化的設定畫面。
- 標點符號視窗(可自訂)。
- 支援眾多的鍵盤排列方式。
- 若輸入錯誤的字根時會自動警告，並可以退回修改。
- 支援繁簡轉換，亦可「打繁出簡」。
- 支援ROOT、OverTheSpot和OnThe Spot這三種顯示模示(Linux下的OnThe Spot需使用gtk或qt im-module)。
- 在輸字游標處顯示輸入法狀態（OSD） （页面存档备份，存于）

## gcin內建的輸入法清單
- 注音
- 詞音/拼音
- 新酷音 （页面存档备份，存于） (目前僅Linux平台支援，需在編譯時加入。最新版本不支援。[3])
- 倉頡
- 標點倉頡 （页面存档备份，存于）
- 倉五
- 亂倉打鳥 （页面存档备份，存于）
- 五四三倉頡 （页面存档备份，存于）
- 速成/簡易
- 標點簡易 （页面存档备份，存于）
- 大易
- 行列
- 行列大字集 （页面存档备份，存于）
- 行列33
- 行列符號 （页面存档备份，存于）
- 嘸蝦米(使用者需自行安裝表格)
- 帶調粵拼
- 內碼
- 日本anthy(目前僅有Linux平台支援，gcin for windows暫不支援)
- hangul (韓拼) （页面存档备份，存于）：可輸出韓國文字，支援自動選字與預選詞。
- greek(希臘字母)
- latin-letters(拉丁字母)
- En-words(英文字彙) （页面存档备份，存于）
- russian(俄文)

## 設定

### 在進入 X Window 時自動啟動 gcin
如果想在進入X Window時自動啟動gcin，可輸入以下指令：
export LC_CTYPE=zh_TW.Big5
export LC_MESSAGES=zh_TW.Big5

export XMODIFIERS="@im=gcin"
export GTK_IM_MODULE=gcin

exec /usr/bin/gcin &

註：
如果使用GTK2+ Based的應用程式出了任何問題，可以把

　　GTK_IM_MODULE=gcin

改為

　　GTK_IM_MODULE=xim

註2：
如果使用 EEEPC + LXDE包裝的版本或其他預設非gcin中文輸入軟體，

換裝gcin的時候要注意語系是否一致，否則許多軟體會有無法執行的情況，

如 mplayer、realplayer...等。
export LANG=zh_TW.UTF8
export LC_CTYPE=zh_TW.UTF8
export LC_MESSAGES=zh_TW.UTF8

或是
export LANG=zh_TW.Big5
export LC_CTYPE=zh_TW.Big5
export LC_MESSAGES=zh_TW.Big5

### gcin 的 im-switch 設定
im-switch是Debian GNU/Linux為了能讓初學者方便入門所開發出來的一個特別套件，只要在安裝了im-switch的電腦上稍作設定就能快速設定好中文環境。
gcin支援im-switch，只要將 ~/.xinput.d/default 或是/etc/X11/xinit/xinput.d/default 設定為指向/etc/X11/xinit/xinput.d/gcin 的連結：
mkdir ~/.xinput.d
ln -s /etc/X11/xinit/xinput.d/gcin ~/.xinput.d/default

並編輯/etc/environment 如下：
LANG=zh_TW.Big5

之後重新啟動 X Window 即可。

## 操作方式
gcin的操作方式和倚天中文相類：

【Ctrl】+【Space】 = 切換成中文輸入。
【Ctrl】+【Shift】 = 在輸入法中切換。
【Shift】+【Space】 = 切換 全形／半形。
【Ctrl】+【Alt】+【1】 = 輸入法快捷鍵，切換為『倉頡輸入法』。
【Ctrl】+【Alt】+【2】 = 輸入法快捷鍵，切換為『簡易輸入法』。
【Shift】+【Alt】+【F】 = 符號快捷鍵，打出【『】。
【Shift】+【Alt】+【G】 = 符號快捷鍵，打出【』】。

其中的輸入法快捷鍵及符號快捷鍵還有其它不同的組合，使用者可以自行嘗試。
使用者可以修改 ~/.gcin/phrase.table 來自訂慣用的符號快捷鍵。

## 外部連結
- gcin官方討論區 （页面存档备份，存于）
- gcin windows版官方討論區 （页面存档备份，存于）
- gcin for Android版官方討論區 （页面存档备份，存于）
- gcin同好會
- 晴月資訊Wiki - Debian Chinese GCIN
- gcin在Fedora Core 5下的使用 （页面存档备份，存于）
- 小克's 部落格: 讓Linux下的中文輸入法更接近微軟新注音使用體驗 （页面存档备份，存于）